# 2e session du Comité du patrimoine mondial
La 2e session du Comité du patrimoine mondial a eu lieu du 5 septembre 1978 au 8 septembre 1978 à Washington, aux États-Unis.

## Historique
La 2e session se tient du 5 au 8 septembre 1978 à Washington, aux États-Unis, sous la présidence de David Hales, sous-secrétaire aux poissons et parcs du département de l'Intérieur des États-Unis.
Il s'agit de la 1re session qui voit l'inscription de sites au patrimoine mondial, la session précédente ayant été principalement destinée à établir les règles de fonctionnement du comité : 12 sites sont ainsi protégés, sur 7 pays (Allemagne de l'Ouest, Canada, Équateur, États-Unis, Éthiopie, Pologne et Sénégal).
Le logo du patrimoine mondial est également approuvé lors de la session.

## Participants
Les membres du comité du patrimoine mondial sont représentés par les États suivants :
- Allemagne de l'Ouest
- Australie
- Canada
- Égypte (vice-présidence)
- Équateur (vice-présidence)
- États-Unis (présidence)
- France (vice-présidence)
- Irak
- Iran (vice-présidence)
- Nigeria (vice-présidence)
- Pologne (rapporteur)
- Tunisie
- Yougoslavie

La session inclut également les États et organisations suivantes :
- États observateurs :
  -  Brésil
  -  Maroc
  -  Panama
  -  Suisse
  -  Syrie

- Organisations invitées à titre consultatif :
  - ICCROM
  - ICOMOS
  - UICN

- Organisations internationales gouvernementales et non-gouvernementales
  - Organisation des Nations unies
  - Programme des Nations unies pour le développement
  - Programme des Nations unies pour l'environnement
  - Programme alimentaire mondial
  - Organisation arabe pour l'éducation, la culture et les sciences
  - Organisation des États américains
  - Banque interaméricaine de développement
  - Conseil international des musées
  - Fédération internationale des architectes paysagistes (en)
  - Union internationale des architectes

## Patrimoine mondial

### Inscriptions
Le Comité décide de l'inscription sur la liste du patrimoine mondial 12 sites.
Les critères indiqués sont ceux utilisés par l'Unesco depuis 2005, et non pas ceux employés lors de l'inscription des sites. Par ailleurs, les superficiées mentionnées sont celles des biens actuels, qui ont pu être modifiées depuis leur inscription.
| Id. | Bien                                     | Pays                 | Superficie (ha) | Critères et notes | Coordonnées                   | Illus. |
| --- | ---------------------------------------- | -------------------- | --------------- | --- | ----------------------------- | ------ |
| 3   | Cathédrale d'Aix-la-Chapelle             | Allemagne de l'Ouest | 0,2             | Culturel, (i), (ii), (iv), (vi) Les limites du bien sont légèrement modifiées en 2013. | 50° 46′ 26″ N, 6° 05′ 02″ E   |        |
| 4   | Parc national de L'Anse aux Meadows      | Canada               | 80 799 156      | Culturel, (vi) Le bien est renommé « Lieu historique national de L'Anse aux Meadows » en 2000 ; ses limites sont légèrement modifiées en 2017.                                                                                                   | 51° 28′ 01″ N, 55° 37′ 01″ O  |        |
| 24  | Parc national Nahanni                    | Canada               | 476 560         | Naturel, (vii), (viii) | 61° 32′ 49″ N, 125° 35′ 20″ O |        |
| 1   | Îles Galápagos                           | Équateur             | 14 066 514      | Naturel, (vii), (viii), (ix), (x) Étendu en 2001 pour inclure la réserve marine des Galápagos. En péril de 2007 à 2009. | 0° 49′ 01″ N, 91° 00′ 00″ O   |        |
| 2   | Ville de Quito                           | Équateur             | 320             | Culturel, (ii), (iv) | 0° 00′ 14″ N, 78° 30′ 00″ O   |        |
| 27  | Mesa Verde                               | États-Unis           | 21 043          | Culturel, (iii) Renommé en 2006 « Parc national de Mesa Verde ». | 37° 15′ 43″ N, 108° 29′ 10″ O |        |
| 28  | Yellowstone                              | États-Unis           | 898 349         | Naturel, (vii), (viii), (ix), (x) En péril de 1995 à 2003. Renommé en 2006 « Parc national de Yellowstone ». | 44° 27′ 40″ N, 110° 49′ 41″ O |        |
| 9   | Parc national du Simien                  | Éthiopie             | 13 600          | Mixte, (vii), (x) En péril entre 1996 et 2017. | 13° 10′ 59″ N, 38° 04′ 01″ E  |        |
| 18  | Églises creusées dans le roc de Lalibela | Éthiopie             |                 | Culturel, (i), (ii), (iii) | 12° 01′ 44″ N, 39° 02′ 24″ E  |        |
| 29  | Centre historique de Cracovie            | Pologne              | 150             | Culturel, (iv) | 50° 04′ 01″ N, 19° 57′ 36″ E  |        |
| 32  | Mine de sel de Wieliczka                 | Pologne              | 969             | Cuturel, (iv) En péril entre 1989 et 1998. Les limites du bien sont légèrement modifiées en 2008, puis étendues en 2013 afin d'inclure les mines de sel de Bochnia ; le bien est alors renommé « Mines royales de sel de Wieliczka et Bochnia ». | 49° 58′ 44″ N, 20° 03′ 50″ E  |        |
| 26  | île de Gorée                             | Sénégal              |                 | Culturel, (vi) | 14° 40′ 01″ N, 17° 24′ 04″ O  |        |

### Ajournements
Le Comité décide de différer l'inscription de plusieurs sites proposés, principalement par manque d'informations.
| Site                                                      | Pays     | Notes | Coordonnées                         | Illus. |
| --------------------------------------------------------- | -------- | --- | ----------------------------------- | ------ |
| Adoulis                                                   | Éthiopie | L'Éthiopie abandonne l'examen du bien en 1981, après 2 nouveaux ajournements les années précédentes. À la suite de l'indépendance de l'Érythrée en 1993, le site archéologique se situe désormais dans ce pays.   | 15° 15′ 47″ nord, 39° 39′ 38″ est   |        |
| Axoum                                                     | Éthiopie | Le bien est inscrit en 1980, après un nouvel ajournement l'année précédente. | 14° 02′ 50″ nord, 38° 43′ 17″ est   |        |
| Basse vallée de l'Aouache                                 | Éthiopie | Le bien est inscrit en 1980, après un nouvel ajournement l'année précédente. | 11° 06′ 00″ nord, 40° 34′ 44″ est   |        |
| Basse vallée de l'Omo                                     | Éthiopie | Le bien est inscrit en 1980, après un nouvel ajournement l'année précédente. | 4° 48′ 00″ nord, 35° 58′ 01″ est    |        |
| Fasil Ghebbi, région de Gondar                            | Éthiopie | Le bien est inscrit en 1979 | 12° 36′ 25″ nord, 37° 27′ 58″ est   |        |
| Melka-Kontoure                                            | Éthiopie | L'Éthopie abandonne l'inscription du site après plusieurs ajournements successifs les années suivantes. En 2012, le pays soumet à nouveau le site sur sa liste indicative, avec le site archéologique de Balchit. | 8° 40′ 41″ nord, 37° 38′ 00″ est    |        |
| Tiya                                                      | Éthiopie | Le bien est inscrit en 1980, après un nouvel ajournement l'année précédente. | 8° 26′ 06″ nord, 38° 36′ 43″ est    |        |
| Yeha                                                      | Éthiopie | L'Éthopie abandonne l'inscription du site en 1981 après plusieurs ajournements successifs. En 2020, le pays soumet à nouveau le site sur sa liste indicative sous le nom de « patrimoine culturel de Yeha ».      | 4° 16′ 41″ nord, 39° 01′ 00″ est    |        |
| Auschwitz - camp de concentration                         | Pologne  | Le bien est inscrit en 1979. | 50° 02′ 20″ nord, 19° 10′ 30″ est   |        |
| Centre historique de Varsovie                             | Pologne  | Le bien est inscrit en 1980, après un nouvel ajournement l'année précédente. | 2° 15′ 58″ nord, 21° 00′ 43″ est    |        |
| Forêt de Białowieża                                       | Pologne  | Le bien est inscrit en 1979. | 52° 30′ 00″ nord, 23° 34′ 59″ est   |        |
| Parc national des oiseaux de Djoudj                       | Sénégal  | Le bien est inscrit en 1981, après deux nouveaux ajournements les années précédentes. | 16° 30′ 00″ nord, 16° 10′ 01″ ouest |        |
| Parc national d'Ichkeul                                   | Tunisie  | Le bien est inscrit en 1980, après un nouvel ajournement l'année précédente. | 37° 09′ 45″ nord, 9° 40′ 00″ est    |        |
| Parc national des oiseaux des îles de Zembra et Zembretta | Tunisie  | L'inscription du site est rejetée en 1979. | 37° 05′ 45″ nord, 10° 48′ 00″ est   |        |

## Annexe